# Ветлицкий, Вячеслав Фёдорович
Вячеслав Фёдорович Ветлицкий — советский государственный и политический деятель, дважды кавалер ордена Октябрьской Революции.

## Биография
Родился в 1915 году в Симбирске. Член ВКП(б) с 1940 года.
С 1941 года — на общественной и политической работе. В 1941—1983 гг. — мастер, начальник цеха Куйбышевского авиационного завода, на партийной работе в Куйбышевском горкоме КПСС, первый секретарь Куйбышевского городского комитета КПСС, второй секретарь Куйбышевского областного комитета КПСС.
Избирался депутатом Верховного Совета РСФСР 8-го, 9-го, 10-го созывов.
Умер в 1992 году.